# Grasse
Grasse é uma cidade e comuna francesa, situada nos Alpes Marítimos na Costa Azul. O seu nome de origem imprecisa parece derivar de Podium Grassum. 
A cidade libertou-se do poder feudal e obteve a sua independência no século X. Os edifícios mais antigos remontam ao século XVII.

Geograficamente, o território apresenta uma enorme variação de altitude: desde menos de cem a mais de mil metros. Um quarto do território é reserva natural em que abundam oliveiras e flores, o que proporcionou o desenvolvimento da indústria de perfumaria. Conhecida também como a capital do mundo da perfumaria.

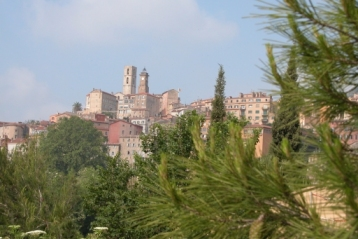
Panorama de Grasse